# ファンタシースターポータブル
『ファンタシースターポータブル』 (PHANTASY STAR PORTABLE、PSP、PSp、PSPo) は、2008年7月31日にセガより発売されたPlayStation Portable用ロールプレイングゲーム。

## 概要
『ファンタシースターユニバース』（以下『PSU』）、『ファンタシースターユニバース イルミナスの野望』（以下『イルミナス』）をベースとしている。『PSU』/ 『イルミナス』間の空白を埋めるストーリーが展開し、エンディングにはシリーズ初となるマルチエンディングが採用されている。
2008年7月14日よりダウンロードとUMDの2バージョンの体験版を配布。1章丸ごと収録、マルチプレイ可能、メモリースティックインストール機能搭載、製品版にデータを引継ぎ有、という力の入った内容であった。更には『週刊少年ジャンプ』など主要漫画誌において大規模な広告展開を実施。これらの販促展開が功を奏し、ファンタシースターシリーズ初の50万本越えの売り上げを記録。"PlayStation Awards 2008" において50万本以上販売したタイトルに贈られるゴールドプライズを受賞した。販売好調を受け、本来一ヶ月一回配信予定だったダウンロードクエストが月二回に繰り上げられている。そして2010年4月、ファンタシースターポータブル1・2の合算が140万本を突破した。
キャッチコピーは「行こう、限り無き冒険の宇宙へ。」

## 主な変更・追加点
基本的なゲームシステムは『PSU』と同等であるためそちらを参照。変更点、追加点としては以下のようなものがある。
- 各種レベルなど、ステータスにまつわる物が上昇しやすくなっている。
- セーブデータの管理はメモリースティックのみ。インターネットでの保管は無い。
- アドホックによる通信協力プレイに対応。
- PS3のアドホックパーティーに対応予定[5]。
- シリーズ既存作品のアイテムに加え、新規アイテムを追加。新タイプの武器は無い。
- 『PSU』のネットワークモードで育成したキャラの一部制限ありでインポートが可能。
- ジャストアタック、ジャストカウンターの仕様は『イルミナス』からそのまま引き継ぎ。
- 接近武器による通常攻撃でPPが回復するシステムの追加。
- 新ミッションダウンロード機能を搭載。
- アイテム・モンスター図鑑などの新要素。
- ロビーの廃止。アイコン選択で即座に移動が可能に。
- 合成システムの廃止。『ファンタシースターオンライン』と同じくアイテムは全て現物ドロップ。
- 現在の職業により敵から出現するアイテムが変更される機能。
- 共有倉庫、アイテム交換システムの廃止。
- マイルームの家具設置システムの廃止。
- パートナーマシナリーの成長要素廃止。
- 基本職業3種、上位職業5種と職業分けがシンプルに。
- 同時にミッションに参加できる人数は最大4人。
- ストーリーモードは周回制を採用。アイテムなどは引き継ぎ不可。

## 主要人物
イベントシーンは主人公を除き、立ち絵や3DCGムービーで展開されるものの、今までと変わらずフルボイスである。
プレイヤー
声：（多数の声優が担当（戦闘中のみ））
プレイヤーの分身。無口。『PSU』のオンラインモードからデータを一部引き継いでゲームを開始することが可能であるが、ストーリーの展開や会話内容から察するに、そのキャラクターとは完全な別人として物語が展開しているようである。
ヴィヴィアン
声：豊口めぐみ
GRM社製の新米女性キャスト。次期汎用型の試作1号機。物語開始当初は、造られてからまだ1ヶ月も経っていない。ガーディアン訓練校の校長ネーヴですら驚くほどの学習力、感受性の高さを持つ。
ヘルガ
声：田中理恵
女性ヒューマン。ガードマシナリー鎮圧の際に遭遇。SEEDモンスターや破壊兵器を用いてプレイヤーの行く手を阻む。20年前に死亡していたとされたが……。
他はファンタシースターユニバースの登場人物一覧の項を参照。